# Memecylon eleagni
Espèce
Classification APG III (2009)
Statut de conservation UICN

 VU UICN 2.3 : Vulnérable
Memecylon eleagni est une espèce de plantes à fleurs de la famille des Melastomataceae. Elle est endémique des Seychelles.

## Sources
- (en) Cet article est partiellement ou en totalité issu de l’article de Wikipédia en anglais intitulé « Memecylon eleagni » (voir la liste des auteurs).